# Piz Chaschauna
Piz Chaschauna – szczyt w Alpach Livigno, w Alpach Retyckich. Leży na granicy między Włochami (Lombardia) a Szwajcarią (Gryzonia). Jest częścią Szwajcarskiego Parku Narodowego.